# تنغل بالا (ألقورات)
تنغل بالا (بالفارسية: تنگل بالا) هي مستوطنة تقع في إيران في قسم ألقورات الريفي. يقدر عدد سكانها بـ 24 نسمة .